# Campeonato Potiguar 2018
In 2018 werd het 99ste Campeonato Potiguar gespeeld voor voetbalclubs uit de Braziliaanse staat Rio Grande do Norte. De competitie werd georganiseerd door de FNF en werd gespeeld van 13 januari tot 24 maart. Er werden twee toernooien gespeeld, omdat ABC beide won werd er geen finale om de titel gespeeld. 

## Eerste toernooi
| Plaats | Club                | Wed. | W | G | V | Saldo | Ptn. |
| ------ | ------------------- | ---- | - | - | - | ----- | ---- |
| 1.     | ABC                 | 7    | 6 | 0 | 1 | 16:4  | 18   |
| 2.     | América de Natal    | 7    | 6 | 0 | 1 | 14:4  | 18   |
| 3.     | Santa Cruz de Natal | 7    | 5 | 1 | 1 | 13:4  | 16   |
| 4.     | ASSU                | 7    | 3 | 1 | 3 | 8:6   | 10   |
| 5.     | Globo               | 7    | 3 | 0 | 4 | 7:8   | 9    |
| 6.     | Potiguar de Mossoró | 7    | 2 | 1 | 4 | 5:9   | 7    |
| 7.     | Força e Luz         | 7    | 1 | 0 | 6 | 4:16  | 3    |
| 8.     | Baraúnas            | 7    | 0 | 1 | 6 | 1:17  | 1    |

|  | Geplaatst voor finale |

## Tweede toernooi
| Plaats | Club                | Wed. | W | G | V | Saldo | Ptn. |
| ------ | ------------------- | ---- | - | - | - | ----- | ---- |
| 1.     | ABC                 | 7    | 6 | 1 | 0 | 16:4  | 19   |
| 2.     | América de Natal    | 7    | 4 | 1 | 2 | 12:8  | 13   |
| 3.     | Santa Cruz de Natal | 7    | 2 | 4 | 1 | 7:6   | 10   |
| 4.     | Força e Luz         | 7    | 2 | 4 | 1 | 7:7   | 10   |
| 5.     | Potiguar de Mossoró | 7    | 2 | 2 | 3 | 11:12 | 8    |
| 6.     | Globo               | 7    | 2 | 2 | 3 | 7:10  | 8    |
| 7.     | ASSU                | 7    | 1 | 2 | 4 | 6:11  | 5    |
| 8.     | Baraúnas            | 7    | 1 | 0 | 6 | 7:15  | 3    |

|  | Geplaatst voor finale |

## Totaalstand
| Plaats | Club                | Wed. | W  | G | V  | Saldo | Ptn. |
| ------ | ------------------- | ---- | -- | - | -- | ----- | ---- |
| 1.     | ABC                 | 14   | 12 | 1 | 1  | 32:8  | 37   |
| 2.     | América de Natal    | 14   | 10 | 1 | 3  | 26:12 | 31   |
| 3.     | Santa Cruz de Natal | 14   | 7  | 5 | 2  | 20:10 | 26   |
| 4.     | Globo               | 14   | 5  | 2 | 7  | 15:17 | 17   |
| 5.     | ASSU                | 14   | 4  | 3 | 7  | 14:17 | 15   |
| 6.     | Potiguar de Mossoró | 14   | 4  | 3 | 7  | 16:21 | 15   |
| 7.     | Força e Luz         | 14   | 3  | 4 | 7  | 11:23 | 13   |
| 8.     | Baraúnas            | 14   | 1  | 1 | 12 | 8:32  | 4    |

|  | Kampioen, geplaatst voor Copa do Brasil 2019 en Copa do Nordeste 2019                   |
|  | Vicekampioen, geplaatst voor Copa do Brasil 2019, Copa do Nordeste 2019 en Série D 2019 |
|  | Geplaatst voor Copa do Brasil 2019 en Série D 2019                                      |
|  | Degradatie                                                                              |

## Kampioen
| Campeonato Potiguar de 2018 |
| Rio Grande do Norte         |
| --------------------------- |
| ABC Kampioen (55° titel)    |

## Topschutters
| Speler            | Speler  | Goals | Club             |
| ----------------- | ------- | ----- | ---------------- |
| Vlag van Brazilië | Matheus | 8     | ABC              |
| Vlag van Brazilië | Cascata | 4     | América de Natal |